# Leningradski (Tsjoekotka)
Leningradski (Russisch: Ленинградский) is een voormalige mijnwerkersplaats (nederzetting met stedelijk karakter) in het westen van het district Ioeltinski (tot 2008 van het opgeheven district Sjmidtovski) in het noorden van de Russische autonome okroeg Tsjoekotka. De plaats ligt op ongeveer 6 kilometer ten noordwesten van de eveneens opgeheven mijnwerkersplaats Poljarny, op de zuidelijke rechteroever van de rivier Ryvejem (mondt uit in de Rypilgynlagune van de Tsjoektsjenzee). De plaats telde 3.606 inwoners bij de volkstelling van 1989 en nog 764 bij de volkstelling van 2002, hoewel de plaats formeel in 1998 werd opgeheven.
De plaats heeft een verharde wegverbinding met Poljarny in het zuiden en vandaar uit verder met Mys Sjmidta. Andere wegen lopen naar de mijnen ten noordoosten van de plaats en naar de kust. De naam van de plaats verwijst net als vele andere Leningradski's naar het feit dat de Russische Revolutie in 1917 begon in Sint-Petersburg (op het moment van de stichting Leningrad geheten).

## Geschiedenis
De plaats werd opgericht in 1962 na de bouw van het mijnbouw- en ertsveredelingsbedrijf Poljarnenski GOK voor de winning van goud (voor meer informatie over de ontdekking, zie Poljarny). De eerste jaren woonden de mijnwerkers veelal in barakken en tenten. Later werden er ook stenen gebouwen geplaatst. De inwoners bestonden veelal uit ex-Goelagdwangarbeiders en vrijwilligers die goed werden betaald (severnaja nadbavka; 3 maal zo veel als in andere delen van het land). In de jaren 1970 en 1980 verrezen steeds meer voorzieningen zoals scholen, telefoonaansluitingen en tv. Nadat de goudmijnen het goud van steeds dieper moesten wegpompen en met de overgang van de GOK in private handen in 1992 (o.a. de bedrijven Sjachter en Poljarny), werd net als in andere mijnbouwplaatsen als Poljarny, Ioeltin, Komsomolski, Krasnoarmejski en Valkoemej de bestaande mijnbouw onrendabel. De mijnwerkers werden vervangen door goedkopere mijnwerkers uit de Oekraïense stad Kryvy Rih. De scholen en andere voorzieningen werden gesloten en de inwoners werd met staatsgeld woonruimte in andere delen van het land aangeboden. Vanaf 1993 volgde daarop een massale exodus. In 1998 werd de plaats opgeheven en daarmee alle voorzieningen buiten werking gesteld. Niet voor iedereen was het even makkelijk om een andere plek te vinden en sommigen bleven er wonen in de hoop op betere woonruimte. In 2002 woonden er daardoor nog 764 inwoners. Momenteel werken er nog ongeveer 100 mensen voor mijnbouwbedrijven, in Poljarny dan wel Leningradski.
Mogelijk in 2005 vond een aanval plaats op Leningradski door een groep ontevreden soldaten van de voormalige vliegbasis Mys Sjmidta, die wodka stalen uit een lokale winkel en zich daarop verschansten in de plaats. In een daaropvolgend 7 uur durend gevecht met troepen van de militsia en (later) de FSB kwamen een aantal mensen om het leven aan beide zijden.
Bestuurlijk centrum: Egvekinot

Amgoeëma · Billings · Ioeltin(†) · Konergino · Leningradski(†) · Mys Sjmidta · Noetepelmen · Oeëlkal · Oesjakovskoje(†) · Ozjorny · Poljarny(†) · Ryrkajpi · Vankarem · Vostotsjny(†)